# Raštak
Raštak (makedonska: Раштак) är en ort i Nordmakedonien. Den ligger i den centrala delen av landet, 11 kilometer norr om huvudstaden Skopje. Raštak ligger 610 meter över havet och antalet invånare är 463.